# Tunufai Tavalea

a Compétitions nationales et continentales officielles uniquement.

Dernière mise à jour le 3 avril 2022.
Tunufai Tavalea, né le 20 septembre 1984, surnommé « Tunu » par ses coéquipiers, est un troisième ligne centre tongien.

## Biographie
Arrivé vers ses vingt ans en France, il passe tout d'abord par le centre de formation de Brive, où il dispute à 21 ans quatre matchs de Challenge européen, dont un comme titulaire, avec deux essais marqués. Ensuite commence une succession de clubs de Fédérale 1, voire plus bas : Guéret, Marmande, Figeac,, et enfin Limoges. Mais finalement, déniché par Benjamin Bagate lorsqu'il évoluait en Fédérale 1, il s'engage au cours de l'année 2014 au Sporting club albigeois avec l'arrivée d'Ugo Mola. La présence de ses compatriotes Daniel Faleafa et Nomani Tonga facilite son arrivée à Albi, où il s'impose dès sa première année[réf. nécessaire].

## Style
Il possède de grosses qualités physiques puisqu'il mesure 1,92 m et pèse près de 100 kg, ce qu'il lui vaut d'être le perce-muraille de son équipe,. Il s'agit d'un joueur qui a marqué beaucoup d'essais dans sa carrière : au total 32 en Fédérale 1, Pro D2 et Challenge européen.